# Nanium capitatum
Nanium capitatum är en stekelart som först beskrevs av Cresson 1864.  Nanium capitatum ingår i släktet Nanium och familjen brokparasitsteklar. Inga underarter finns listade i Catalogue of Life.